# 鴕鳥騎士
《鸵鸟骑士》是由威廉斯電子開發並發行於1982年的街機遊戲。雖然不是第一款具有雙人合作遊戲的遊戲，但《鴕鳥騎士》比其前版遊戲更為成功，並推廣了這一概念。玩家使用按鈕和操縱桿來控制騎著鴕鳥的騎士。目標是通過擊敗騎乘禿鷹的敵方騎士團隊來進行各級攻擊。
約翰·紐康姆領導的開發團隊的目標是創造一個合作雙人遊戲的飛行遊戲，但是想要避免當時很受歡迎的太空主題，於是製作了這遊戲。
這個遊戲在商場和評論界廣受好評，他們稱讚遊戲玩法，其中的機制影響了其他開發人員的頭銜。《鴕鳥騎士》在四年後續集續作，並被移植到眾多家庭和便攜式平台上。街機續集《鸵鸟骑士2：适者生存》於1986年發布，它具有與垂直屏幕上新元素類似的遊戲玩法。

## 遊戲性
從第三人角度來看，玩家控制著騎著鴕鳥或鸛的黃色騎士。使用雙向定向操縱桿和拍動鴕鳥翅膀的按鈕，玩家在浮動的岩石平台和熔岩池之上飛行，當操縱屏幕到任何一邊時，玩家將繼續從另一側重新出現路徑。玩家反复按下按鈕的速度會導致鴕鳥向上飛，盤旋或緩慢下降。
玩家導航騎士與敵人相撞。如果主角的騎槍長於敵人，那麼反派就會被擊敗，反之亦然。高度相等的碰撞導致兩名騎士相互反彈。被擊敗的敵人會變成一個落在屏幕底部的蛋，玩家可以通過這個蛋獲得積分。坐在平台上足夠長的雞蛋會孵化成新的騎士; 如果玩家不接他，他將獲得新的坐騎，必須再次擊敗。
其目標是打敗騎乘蝙蝠的敵人騎士團隊，這些蝙蝠在每個級別都被稱為“波”。一旦完成一波，隨後，更具挑戰性的波開始。該遊戲包含三種類型的敵人騎士 - 壞蛋（Bounder），獵人（Hunter）和暗黒騎士（Shadow Lord），擊敗他們各自能獲得不同的點數。一隻幾乎堅不可摧的翼手龍在預定的時間框架後出現，以追捕英雄，作為完成等級的動機。
控制鸛上的藍色騎士的第二個玩家可以加入遊戲。這兩名玩家既可以合作完成每波，也可以在擊敗敵人的同時互相攻擊。

## 開發
鴕鳥騎士 由威廉斯电子開發, 约翰·纽康姆擔任首席設計師。 程序員Bill Pfutzenrueter和藝術家Janice Woldenberg-Miller和Python Anghelo協助他。Tim Murphy和John Kotlarik負責音樂設計。遊戲在19英寸彩色CRT顯示器上放大了單聲道聲音和光柵圖形。和其他威廉斯街機遊戲一樣，鴕鳥騎士也是用組合語言編程的。一包三節AA電池提供電力來保存遊戲設置和高分數，當機器從電源插座拔下時。Anghelo的櫥櫃藝術品被刻在木框上。Anghelo是為宣傳設計了藝術作品;一個這樣的遊戲選單以近代英語為特色，這也被納入了遊戲的屏幕指示和遊戲結束消息。

## 評價與影響
因為遊戲控制與前版不同，威廉姆斯擔心遊戲不成功。 雖然商場猶豫以同樣的理由購買遊戲，但鴕鳥騎士賣得很好。威廉斯最終賣出26,000個，和在1983年描述為“非常受歡迎”的電子遊戲。後來發布了一個雞尾酒桌版，由Leo Ludzia設計。它不同於其他雞尾酒遊戲，因為它具有並排座位而不是對立的兩側。 這種設置使Williams能夠使用與直立式機櫃相同的ROM芯片。雞尾酒版是一款難得的，受歡迎的遊戲。製造了250至500個。
1996年，下一代（雜誌）在其「百年有史以來的100佳遊戲」中將街機版本列為83號，稱其為「三種成分經常做出經典的完美例子：原創概念，古怪設計，以及 - 以上所有可玩性。只有三種控制（左，右和襟翼），鴕鳥騎士創造了一個優雅戰鬥的整個世界。」作者史蒂夫肯特認為鴕鳥騎士是當時比較難忘的遊戲之一。作者大衛埃利斯同意，並表示遊戲直到今天仍然是很好玩的。2008年，吉尼斯世界紀錄將其列為第六十九屆街機遊戲，其技術，創意和文化影響。作者稱鴕鳥騎士的「遊戲插圖」為異國風情，並稱讚這部動畫栩栩如生。Antic也叫Atari 8位版本被稱為「獨特，令人上癮的街機遊戲」，與原版「幾乎相同」。該雜誌的結論是， 鴕鳥騎士是「自從Atari星際攻略以來最好的」。
凱文·鮑恩在GameSpy的經典遊戲寫道，儘管他稱之為「令人難以置信的愚蠢」的概念，但鴕鳥騎士是一款吸引人的遊戲，擁有良好的控制和競技遊戲。凱文·鮑恩進一步評論說，多人遊戲方面在當時將遊戲與其他人區分開來。他形容它是「第一個真正有趣的多人遊戲」，也是視頻遊戲死亡競賽的先驅。
復古遊戲玩家作家邁克·貝凡對遊戲中的物理引擎稱讚，稱他們「 精彩地體會到」，並將鴕鳥騎士描述為威廉姆斯最出色和最受歡迎的遊戲之一。電腦與電子遊戲稱為遊戲「神秘和奇妙」。作者約翰塞勒斯讚揚了雙人遊戲的競爭力，並將遊戲的吸引力歸功於雙人合作系統。2004年，埃利斯將鴕鳥騎士描述為當時電子遊戲行業缺乏創新風險的一個例子。
回想起來，约翰·纽康姆讚揚威廉姆斯的管理層對他和比賽冒險。這款遊戲也獲得了行業專業人士的讚譽。GearWorks Games的Jeff Peters稱讚了遊戲性，並將其描述為獨特而直觀。融合學習系統公司的Jeff Johannigman對雙人合作系統表示讚賞，微軟的 Kim Pallister 喜歡多人遊戲。